# Myrrha octodecimguttata
Coccinelle des pins
Espèce
Synonymes
- Coccinella octodecimguttata Linnaeus, 1758[1]
- Halyza (Myrrha) octodecimguttata (Linnaeus, 1758)[1]
- Halyza octodecimguttata (Linnaeus, 1758)[1]
- Myrrha (Myrrha) octodecimguttata (Linnaeus, 1758)[1]

Myrrha octodecimguttata, la Coccinelle des pins, est une espèce d'insectes coléoptères prédateurs de la famille des coccinellidés.

## Systématique
Cette espèce a été décrite initialement par Carl von Linné en 1758 sous le protonyme de Coccinella octodecimguttata.

## Distribution
- Europe : du Portugal à la Russie.

## Liste des sous-espèces et variétés
Selon BioLib (30 novembre 2020) :
- sous-espèce Myrrha octodecimguttata formosa (Costa, 1849)
  - variété Myrrha octodecimguttata var. discimacula Della Beffa
  - variété Myrrha octodecimguttata var. silvicola Weise
- sous-espèce Myrrha octodecimguttata octodecimguttata (Linnaeus, 1758)
  - variété Myrrha octodecimguttata octodecimguttata var. ornata Herbst